# Hattemerbroek
Hattemerbroek est un village situé dans la commune néerlandaise d'Oldebroek, dans la province de Gueldre. Le 1er janvier 2007, le village comptait 1 120 habitants.